# Yabause
Yabause é um emulador de Sega Saturn que possúi código aberto. Ele roda principalmente em sistemas Windows, Linux, OpenBSD e Mac OS X usando OpenGL e SDL, apesar de que uma versão não oficial para FreeBSD e versões primitivas para Dreamcast e Wii também estão disponíveis. Em 2007, SofiyaCat começou uma versão para PSP, mas esta ainda se encontra em estágio de testes.

## História
O desenvolvimento de Yabause começou primariamente para Linux, com o primeiro lançamento em 12 de Setembro de 2003. Suporte para Windows e Mac OS surgiram na versão 0.0.6 em 5 de Julho de 2004. Suporte para OpenBSD surgiu na versão 0.8.5 em 23 de Junho de 2007. Ao longo do tempo, o Yabause constituiu um código aberto extremamente portável, com muitas versões já existem para várias plataformas. Além disso, é capaz de carregar imagens de CD ou rodar diretamente de um disco de Sega Saturn usando um drive de CD-ROM, contando ainda com um Debugger, emulação de várias regiões e sistema de cheat. Uma das metas para uma versão estável 1.0 é a emulação completa do Sega Saturn, exceto os periféricos externos.

### Histórico de Releases
| Versão | Lançamento             | Novidades |
| ------ | ---------------------- | --- |
| 0.0.1  | 12 de setembro de 2003 | Primeira versão, somente para Linux. |
| 0.0.4  | 10. Februar 2004       | SDL foi incorporado ao Yabause |
| 0.0.5  | 31. Mai 2004           | Tela de BIOS carrega |
| 0.0.7  | 5. Dezember 2004       | Primeiras versões não-Linux. Primeiros jogos entram em funcionamento.                                                                              |
| 0.5.0  | 27. September 2005     | Grande update destinado a compatibilidade. |
| 0.6.0  | 24. Dezember 2005      | Melhorias na interface e na velocidade de emulação.                                                                                                |
| 0.7.0  | 21. August 2006        | Renderizador via software foi reescrito. |
| 0.8.0  | 23. Dezember 2006      | Muitos problemas na interface foram consertados e ela foi melhorada, inclusão de um código pré-maturo de rede.                                     |
| 0.8.5  | 23 de Junho de 2007    | Melhor suporte a BIOS, suporte pré-maturo ao sistema de "cheats", lançamento oficial da versão para OpenBSD.                                       |
| 0.8.6  | 18 de Agosto de 2007   | Conserto de problemas e melhoras na emulação. |
| 0.9.0  | 23. September 2007     | Suporte a Fundos de Rotação (Rotation Backgrounds), melhorias na interface gráfica.                                                                |
| 0.9.1  | 5. November 2007       | Suporte a save states (Linux e Windows) |
| 0.9.5  | 11. Mai 2008           | Emulação de janela, rolagem de linhas e mosaico. Emulação de duas portas periféricas.                                                              |
| 0.9.6  | 29 de Junho de 2008    | Conserto de problemas, melhorias no renderizador via software.                                                                                     |
| 0.9.7  | 31 de Agosto de 2008   | Conserto de falhas no programa. |
| 0.9.8  | 30 de Novembro de 2008 | Conserto de bugs e suporte ao mouse. O instalador do windows passa a ser feito a partir do NIS.                                                    |
| 0.9.9  | 12 de Janeiro de 2009  | Conserto de falhas no programa. |
| 0.9.10 | 31 de Maio de 2009     | Reparo de vários bugs na emulação, adiciona um novo núcleo de som, novos núcleos de joystick para Linux e Mac. Possibilidade de gravação de video. |
| 0.9.11 | 27 de Novembro de 2011 | Nova Dynarec (Recompilção Dinâmica do Dados), suporte a Cocoa.                                                                                     |